# Lasiotocus oculatus
Lasiotocus oculatus är en plattmaskart. Lasiotocus oculatus ingår i släktet Lasiotocus och familjen Monorchiidae. Inga underarter finns listade i Catalogue of Life.